# 石片
石片（英語：Lithic flake），是一个打製石器技术的术语。在打製石器的过程中，需要在作为原料的石块上通过击打使得石块的一部分剥落，这个剥落下来的部分就叫做石片。